# Hegymeg
Hegymeg ist eine ungarische Gemeinde im Kreis Edelény im Komitat Borsod-Abaúj-Zemplén.

## Geografische Lage
Hegymeg liegt in Nordungarn, 26 Kilometer nordöstlich des Komitatssitzes Miskolc und 10 Kilometer nordöstlich der Kreisstadt Edelény. Nachbargemeinden sind Damak, Lak und Tomor.

## Geschichte
Im Jahr 1907 gab es in der damaligen Kleingemeinde 67 Häuser und 332 Einwohner auf einer Fläche von 994  Katastraljochen. Sie gehörte zu dieser Zeit zum Bezirk Szendrő im Komitat Borsod.

## Sehenswürdigkeiten
- Reformierte Kirche, erbaut 1807–1808 im spätbarocken Stil, mit separatem Glockenturm
- Weltkriegsdenkmal (I. világháborús emlékmű)

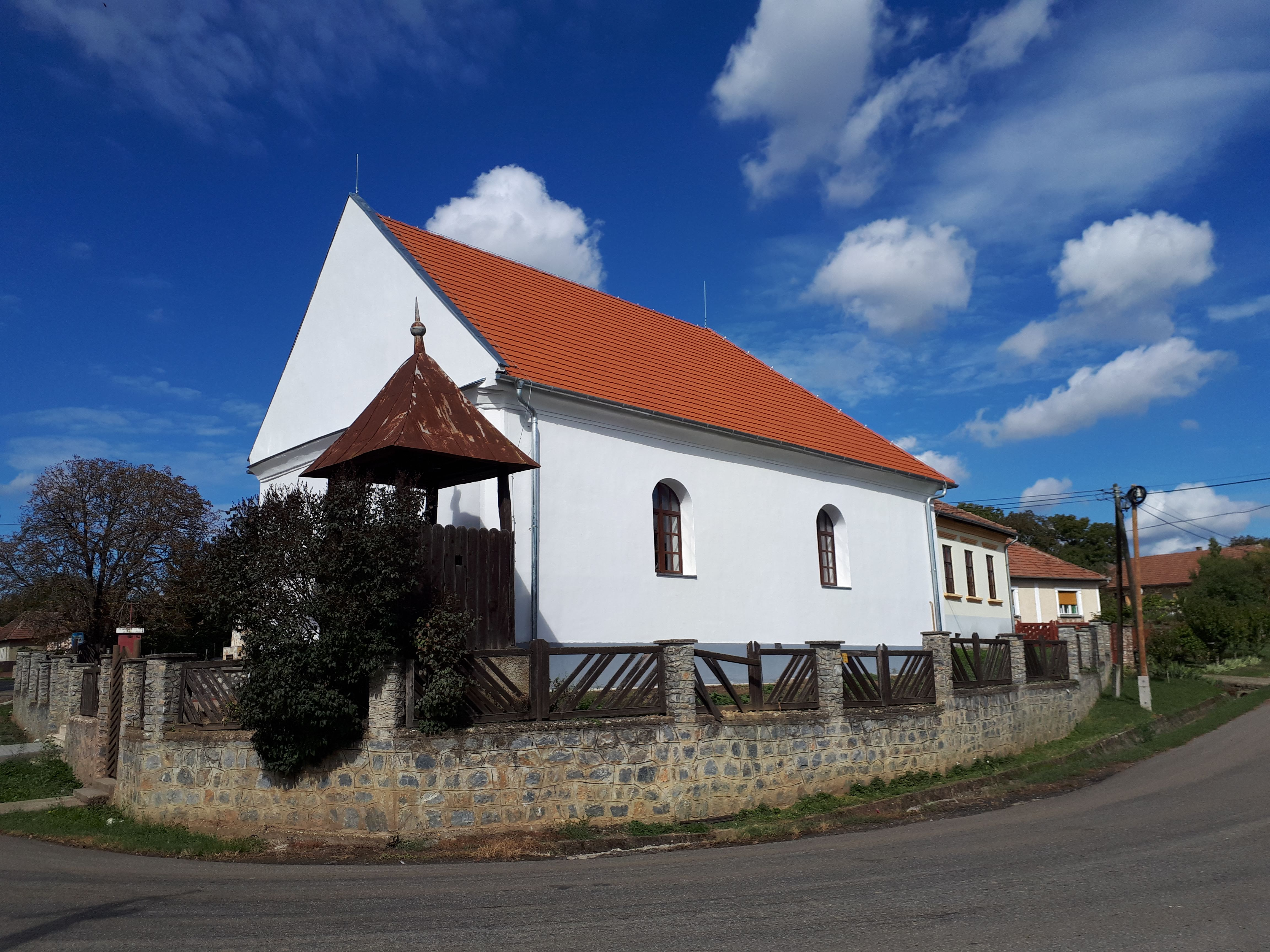
Reformierte Kirche

## Verkehr
Durch Hegymeg verläuft die Landstraße Nr. 2128. Es bestehen Busverbindungen nach Tomor, über Lak und Szakácsi nach Irota sowie über Damak nach Edelény, wo sich der nächstgelegene Bahnhof befindet.